# Forbes
Forbes es una revista especializada en el mundo de los negocios y las finanzas, publicada en Estados Unidos. Fundada en 1917 por B. C. Forbes, cada año publica listas que despiertan gran interés en el ámbito de los negocios como Forbes 500. Su sede central se encuentra en la Quinta Avenida de Nueva York. Desde 1986, cada año, Forbes publica su lista de las personas más ricas del mundo («The World's Richest People»).

## Compañía
Forbes es una editorial estadounidense. Su publicación principal, la revista Forbes, se publica cada dos semanas. Sus competidores principales, en la categoría de revistas de negocios, a nivel nacional son Fortune, la cual se publica también cada dos semanas, y Business Week. La revista es mundialmente famosa por sus listas, incluyendo las listas de los americanos más ricos (the Forbes 400) y sus listas de milmillonarios. El lema de la revista es «La herramienta del Capitalista».

### Historia
B. C. Forbes, un columnista de finanzas de Hearst, y su socio Walter Drey, el director general de Magazine of Wall Street, fundaron la revista Forbes en 1917. Forbes puso el capital y el nombre y Drey la experiencia periodística. El nombre original de la revista era Forbes: Dedicado a personas que hacen y lo que hacen. Drey fue nombrado vicepresidente de la compañía, mientras que B.C. Forbes se convirtió en el jefe editorial, puesto que ocupó hasta su muerte en 1954. B.C. Forbes fue ayudado, en sus últimos años de vida, por sus dos hijos mayores, Bruce Charles Forbes (1916-1964) y Malcolm Stevenson Forbes (1917-1990).
Bruce Forbes se encargó de la revista tras la muerte de su padre, y su punto fuerte era modernizar operaciones y el desarrollo comercial. Durante su mandato, 1954-1964, la circulación de la revista se dobló. Sin embargo, en el aumento en la circulación, tienen mucho que ver los inversionistas y la confianza que le dieron a la revista.
Cuando Malcolm Forbes tomó el mando, no se ocupó de las operaciones pero si proveyó dos iniciativas estratégicas que cambiaron a Forbes para siempre. El instituyó un equipo de trabajo en casa, en lugar de utilizar periodistas independientes, y publicó el primer artículo de listas, por las cuales Forbes se hizo famoso.
En la muerte de Malcolm, su hijo mayor Malcolm Stevenson “Steve” Forbes Jr. (1947-) fue nombrado presidente y editor en jefe de la revista. Entre 1961 y 1999 la revista fue editada por James Michaels. En 1993, bajo la jefatura de Michaels, Forbes fue finalista al premio de Revista Nacional. En 2006, un grupo de inversores Elevation Partners (entre los que se incluye la estrella de rock Bono) compró un interés minoritario en la compañía. The New York Times, en 2009 anunciô que un 40% de la empresa se vendió por 300 millones de dólares, poniendo el valor de la empresa por 750 millones de dólares.
Desde julio de 2014 es propiedad del grupo de inversión con sede en Hong Kong "Integrated Whale Media Investments".

### Otras publicaciones
Aparte de Forbes y su suplemento de estilo de vida, ForbesLife, también se publican: Forbes Asia y ocho ediciones de idiomas locales. Steve Forbes y sus escritores ofrecen consejos de inversiones en el programa de TV semanal de la Fox, Forbes on Fox y Forbes on Radio. También existen otros grupos de compañías como Forbes Conference Group, Forbes Investment Advisory Group, y Forbes Custom Media. El informe de The Times de 2009 dijo que: “Steve Forbes regresó tras abrir una revista Forbes en la India, aumentando el número de ediciones extranjeras a 10. Además, este año la compañía comenzó a publicar Forbes Woman, una revista cuatrimestral con una página de internet que lo acompaña.
La compañía publicaba la revista American Legacy conjuntamente con otra compañía, aunque esa revista se separó de Forbes el 14 de mayo de 2007.
La compañía también publicaba las revistas American Heritage e Invention & Technology. Al no encontrar un comprador, Forbes suspendió la publicación de estas revistas a partir del 14 de mayo de 2007. Estas revistas posteriormente fueron compradas por American Heritage Publishing Company, y ahora han vuelto a ser publicadas desde la primavera de 2008.

### Forbes.com
David Churbuck fundó el sitio de internet Forbes en 1996. El cual destapó el fraude periodístico de Stephen Glass en The New Republic en 1998, un artículo que atrajo la atención del periodismo en internet. La web, como la revista, publica muchas listas enfocadas a milmillonarios y sus posesiones.
Forbes.com emplea el lema "Home Page For The World's Business Leaders" y algunas veces afirma ser el sitio de negocios más visitado en el mundo. El actual presidente es James J. Spanfeller; el editor Paul Maid; el editor jefe Carl Lavin, quien le siguió al editor jefe Michael Noer y Dan Bigman.
Según Forbes.com, el sitio de internet está entre los recursos de más confianza para los ejecutivos de negocios, dándoles informes de tiempo actual, comentarios sin compromiso, análisis concisos, herramientas y comunidades relevantes que necesitan para tener éxito en el trabajo, ganancias de inversiones, y divertirse con las ganancias.
Forbes.com también publica cartas de información sobre inversiones, un sitio de vehículos de lujo, Forbes Autos editado por Matthew De Paula, y un sitio de viajes de lujo, Forbes Traveler, editado por G. Barry Golson, quien anteriormente era editor ejecutivo de Playboy y de TV Guide y también editor en jefe de Yahoo! Internet Life, y un guía en línea de sitios de internet, Best Of the Web.
Forbes.com Es parte de Forbes’ Digital, una división de Forbes Media LLC. Forbes.com y afiliados incluyen:
- Forbes.com
- ForbesTraveler.com
- Investopedia.com
- Realclearmarkets.com
- Realclearsports.com
- Realclearpolitics.com

Estos sitios llegan a más de 27 millones de personas de negocios cada mes.
El informe de The Times de 2009 también dijo, que: “Uno de los 5 mejores sitios financieros de más tráfico, produciendo de 70 a 80 millones de dólares cada año en ganancias, nunca produjo la oferta pública deseada."
Lanzado en mayo de 2005 por Forbes.com. Forbes Autos.com es un sitio de internet diseñado específicamente para compradores y entusiastas de autos de lujo. El contenido editorial está escrito específicamente para consumidores ricos, con un énfasis en objetividad.
ForbesTraveler.com está diseñado para el viajero rico y selectivo. Lanzado en septiembre de 2006 por Forbes.com, Forbes Traveler está dedicado a inspirar, planear y ejecutar las experiencias más distintivas de viajes en el mundo.

### Forbes8
En noviembre de 2019, Forbes lanzó una plataforma de streaming llamada Forbes8, en la que se presentan una serie de contenidos originales dirigidos a los emprendedores. La red cuenta actualmente con miles de vídeos y, según la propia revista, es "un Netflix para emprendedores". En 2020 se anunció el lanzamiento de varias series documentales, como Forbes Rap Mentors, Driven Against the Odds, Indie Nation y Titans on the Rocks. A mediados de 2022 la plataforma estrenó un sitio web de noticias relacionadas con el mundo de los negocios.
Según Tom Davis, CGO de la compañía, con este servicio Forbes ofrece "contenidos de vídeo exclusivos y de calidad que permiten a nuestra comunidad conocer a las mentes empresariales más innovadoras del mundo". De acuerdo con el portal Tech Bullion, la plataforma cuenta actualmente con más de 4 000 piezas de contenido.

## Listas
Forbes crea muchas listas bajo varios tópicos, el más popular siendo tal vez la lista de billonarios.

### Compañías
1. 200 Mejores Compañías Pequeñas.
2. 400 Mejores Compañías Grandes.
3. Forbes 500.
4. Forbes Global 2000: una lista de las más grandes compañías en el mundo, tomando en cuenta la capitalización de mercado, crédito, ingresos y bienes. (Esto es una base diferente para la lista que es usada por Fortune Global 500, el cual está basado solo en réditos).
5. Las más Grandes Compañías Privadas.
6. Las 100 mejores líneas aéreas.
7. Clubes deportivos más valiosos.

### Gente
En la cultura popular, Forbes es popularmente conocida por sus muchas listas periódicas de valor neto. Como a menudo se requiere mucho trabajo de investigación para determinar la riqueza actual de un individuo, las cifras de Forbes están ampliamente citadas como casi definitivas.
1. Forbes 400: una lista de la gente más rica de Estados Unidos.
2. Lista de Midas (Midas List): una lista anual de los negociantes más reconocidos en tecnología y ciencias de vida.
3. Las personas más ricas del mundo (World's Richest People): una lista de la gente más rica del mundo.
4. Los 100 españoles más ricos: una lista de las 100 personas más ricas de España.
5. Los más ricos de la China (China Rich List): una lista de las personas más ricas de China.
6. Los más ricos de la India (India Rich List): lista de las personas más ricas de la India.
7. Mandatarios más ricos del mundo: lista de gobernantes, dictadores o soberanos más adinerados del planeta.
8. Forbes de Ficción 15 (Forbes Fictional 15): una lista de los personajes de película, televisión y literarios más ricos.
9. Las personas más poderosas del mundo (The World's Most Powerful People): una lista que selecciona a una persona por cada 100 millones en el planeta como la más poderosa, comparando a jefes de Estado con figuras religiosas y gente fuera de la ley.
10. Las 100 mujeres más poderosas del mundo (The World's 100 Most Powerful Women): una lista de las mujeres más poderosas del mundo.
11. Las 100 celebridades (The Celebrity 100): una lista anual de los famosos más influyentes: presentadores, artistas, productores, directores y deportistas.
12. Las 100 celebridades de China (The China Celebrity 100).
13. Las celebridades desaparecidas con mayores ingresos (Top-Earning Dead Celebrities): una lista de celebridades que ya han fallecido y que continúan recibiendo créditos de su material.
14. Los deportistas mejor pagados (The World's Highest-Paid Athletes): lista de los deportistas con mayores ingresos del mundo.
15. Los jóvenes mejor pagados de Hollywood (Young Hollywood's Top-Earning Stars): lista de los jóvenes mejor pagados y rentables de Hollywood

### Lugares
1. Las mejores ciudades para solteros.
2. Los mejores lugares para negocios.
3. Las ciudades más inteligentes del mundo.
4. El mercado de alquiler más costoso en los Estados Unidos.

### Objetos
1. Los 10 coches más caros del mundo.

## Sucursales
Actualmente Forbes tiene sedes en Sudamérica, Centroamérica, Portugal, Kazajistán, Angola, Eslovaquia, y en el continente asiático.

## Otros datos
La popularidad de la revista Forbes se ha extendido a gran escala, así como a la cultura hip hop. El cantante 50 Cent, lanzó la mezcla oficial de su hit, “I Get Money” de su álbum Curtis, el 11 de septiembre de 2008, titulado «Forbes 1,2,3,», también conocido como «Billion Dollar Remix». El título de la canción viene del hecho de que Jay-Z, 50 Cent y Diddy estaban en los tres primeros puestos de la lista de Forbes de los reyes del Hip Hop con más dinero, respectivamente. El vídeo de «Forbes 1,2,3,» puede ser visto como la introducción al sencillo de 50 Cent, «I Still Kill» sobre Akon, de su álbum Curtis.

### Conflicto con Fidel Castro
En 2005, Forbes colocó a Fidel Castro entre las personas más ricas del mundo, con un valor neto estimado de 550 millones de dólares. En el artículo de 2006 "Fortunes of Kings, Queens and Dictators", Forbes aumentó su riqueza estimada a 900 millones de dólares. Este artículo estima el valor de jefes de Gobierno, «es más una arte que una ciencia» y señala que en el caso de Castro, los autores utilizaron un método de flujo de efectivo contado varias compañías del Estado y asumiendo que una porción de la ganancia era recibida por Castro. Castro respondió que él tenía un valor neto de menos de un dólar y retó a cualquiera para comprobar que él tenga dinero en cuentas en países extranjeros.